# Douglas Brose
Pour les articles homonymes, voir Brose.
Douglas Santos Brose, né le 11 décembre 1985, est un karatéka brésilien. Il est trois fois médaillé d'or en kumité masculin 60 kg aux Championnats du monde de karaté (2010, 2014 et 2021), en plus d'être argent en 2012 et bronze en 2008. Il a également remporté la médaille d'or dans l'épreuve masculine de 60 kg aux Jeux panaméricains de 2015 à Toronto, au Canada.

## Résultats
| Résultat           | Date             | Épreuve                   | Catégorie | Compétition                     | Ville hôte            |
| ------------------ | ---------------- | ------------------------- | --------- | ------------------------------- | --------------------- |
| Médaille d'argent  | Mai 2008         | Kumite individuel - 60 kg | Juniors   | Championnats panaméricains 2008 | Caracas, au Venezuela |
| Médaille de bronze | 15 novembre 2008 | Kumite individuel - 60 kg | Seniors   | Championnats du monde 2008      | Tōkyō, au Japon       |